# 親子鍋

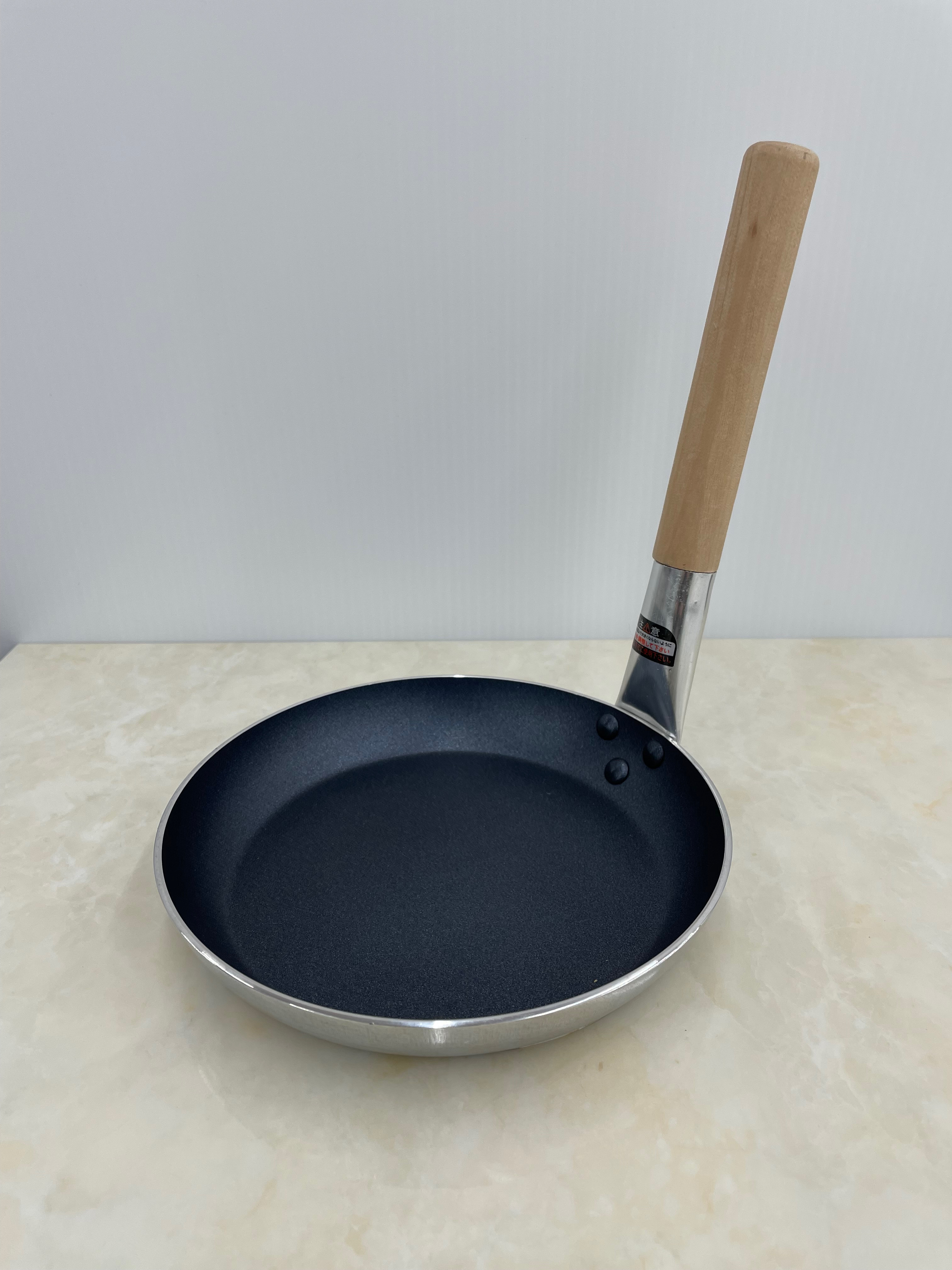
親子鍋

親子鍋（おやこなべ）は、
1. 親子丼などの丼物の調理に使用する小鍋[1]。本項で述べる。
2. 鶏肉と鶏卵、鮭とイクラなど、具材に親と子（卵）の関係にあるものを用いた鍋料理[1]。

親子鍋（おやこなべ）は、親子丼やカツ丼などを作る際に用いる一人前用の小型の鍋である。「丼鍋」ともいう。
親子丼は普通の鍋やフライパンでも作ることはできるが、見た目良く調理することは難しい。親子鍋は、こうした丼物の具を簡単に調理し、体裁よく盛り付けるための道具である。

## 特徴
柄の付いた小型の片手鍋である。銅やアルミニウム製のほか、ステンレス製もある。銅は、アルミニウムやステンレスに比べて熱伝導率が高いほか、比熱が大きく蓄熱性に優れるため、銅製の親子鍋を使うと玉子がふんわりと仕上がる。
口径は、14センチメートルから16センチメートル。底は浅く縁が開いており、片手でも完成した具を丼飯の上に滑り込ませやすくなっている。蓋は真ん中が盛り上がって煙突のように穴が開いているため、蒸気が逃げやすい。角丼用の角型の親子鍋もある。
柄は、縁から立ち上がる形のものと水平に取り付けた形のものがある。木製のものが多いが、焦げる恐れがあることから、プロの料理人の中には真鍮製の柄の親子鍋に布や麻縄を巻いて使用する者もいる。